# Зала слави англійського футболу
53°29′09″ пн. ш. 2°14′31″ зх. д. / 53.48583333° пн. ш. 2.24208333° зх. д.
Зала слави англійського футболу знаходиться в Національному музеї футболу в Манчестері, Англія. Зала має на меті відзначити та висвітлити досягнення найкращих талантів англійського футболу всіх часів, а також іноземних гравців та менеджерів, які стали визначними фігурами в історії англійської гри. Нові члени додаються щороку, а церемонія введення в дію проводиться восени, раніше в різних місцях, але виключно в самому музеї після його переїзду до будівлі Урбіс у Манчестері в 2012 році.
Зала знаходиться в постійній експозиції музею. У жовтні 2005 року видавництво Robson Books вперше опублікувало супровідну книгу The Football Hall of Fame: The Official Guide to the Greatest Footballing Legends of All Time. Її авторами є історик футболу Роб Гелвін і куратор-засновник музею Марк Бушелл. Зала щороку поповнюється новими членами, а музей містить докладний профіль кар'єри та репутації кожного з них, а також вибрані експонати, які стосуються їхніх досягнень.

## Виборча комісія
Членів Зали слави обирає комісія. Спочатку вона складалася з колишніх гравців Джиммі Армфілда, сера Тревора Брукінга, Джиммі Гілла, Марка Лоуренсона та Гордона Тейлора, які після виходу на «футбольну пенсію» стали професійними експертами та/або іншими діячами у футболі.
У наступні роки колишній тренер національної збірної Англії Грем Тейлор і колишній гравець збірної Англії Стів Годж також працювали в комісії, хоча зараз вона складається переважно з видатних істориків футболу.

## Історія
Спочатку існувало три основні категорії вибору — футболіст, тренер і футболістка (сер Альф Ремзі на сьогоднішній день є єдиною фігурою, відзначеною в обох головних чоловічих категоріях). Для того, щоб кандидатура у члени була розглянута, футболіст повинен завершити кар'єру або досягти 30-річного віку. Також важливою умовою є досягнення терміну у 5 років гри або керування командою в Англії.
У 2007 році було засновано ще дві регулярні категорії. Головним чином, це було визнання центральної ролі футболу в англійській культурі, розширення Зали Слави почестей для тих, хто зробив великий внесок у англійську гру за межами футбольного поля. Категорія «Чемпіон громади», яку спонсорує Football Foundation, нагороджує професійних гравців, які пожертвували свій вільний час і гроші масовому розвитку спорту, тоді як нагорода «Футбол для всіх», яку спонсорує Футбольна асоціація, вручається піонерам різних видів футболу, зокрема футболу, в який грають люди з обмеженими можливостями.
З 2009 року музей також вшановує пам'ять видатних команд в історії Англії разом із нагородженням окремих гравців і тренерів. Для введення команди до Зали слави має пройти щонайменше чверть століття з моменту закінчення її «епохи». У 2013 році до Зали слави вперше було прийнято арбітра — ним став Джек Тейлор, а у 2017 році відбулося перше введення особи з футбольних ЗМІ.
За окремих обставин також іноді відбувається вручення «спеціальної нагороди», як правило, для відзначення річниць визначних подій. На сьогоднішній день Джиммі Гілл є єдиним лауреатом нагороди під назвою «Нагорода за життєві досягнення» на честь його незвичайної кар'єри в грі.
27 лютого 2020 року Прем'єр-ліга оголосила про плани офіційно відкрити свою Залу слави, а введення перших двох членів було заплановано на 19 березня 2020 року. Для введення в Залу слави Прем'єр-ліги необхідно, щоб гравець грав у Прем'єр-лізі й на момент подання кандидатури вже завершив кар'єру, до того ж лише кар'єра гравця в Прем'єр-лізі буде використовуватися для розгляду його кандидатури.

## Члени
| ВР | Воротар     |
| ЗХ | Захисник    |
| ПЗ | Півзахисник |
| НП | Нападник    |

### Футболісти

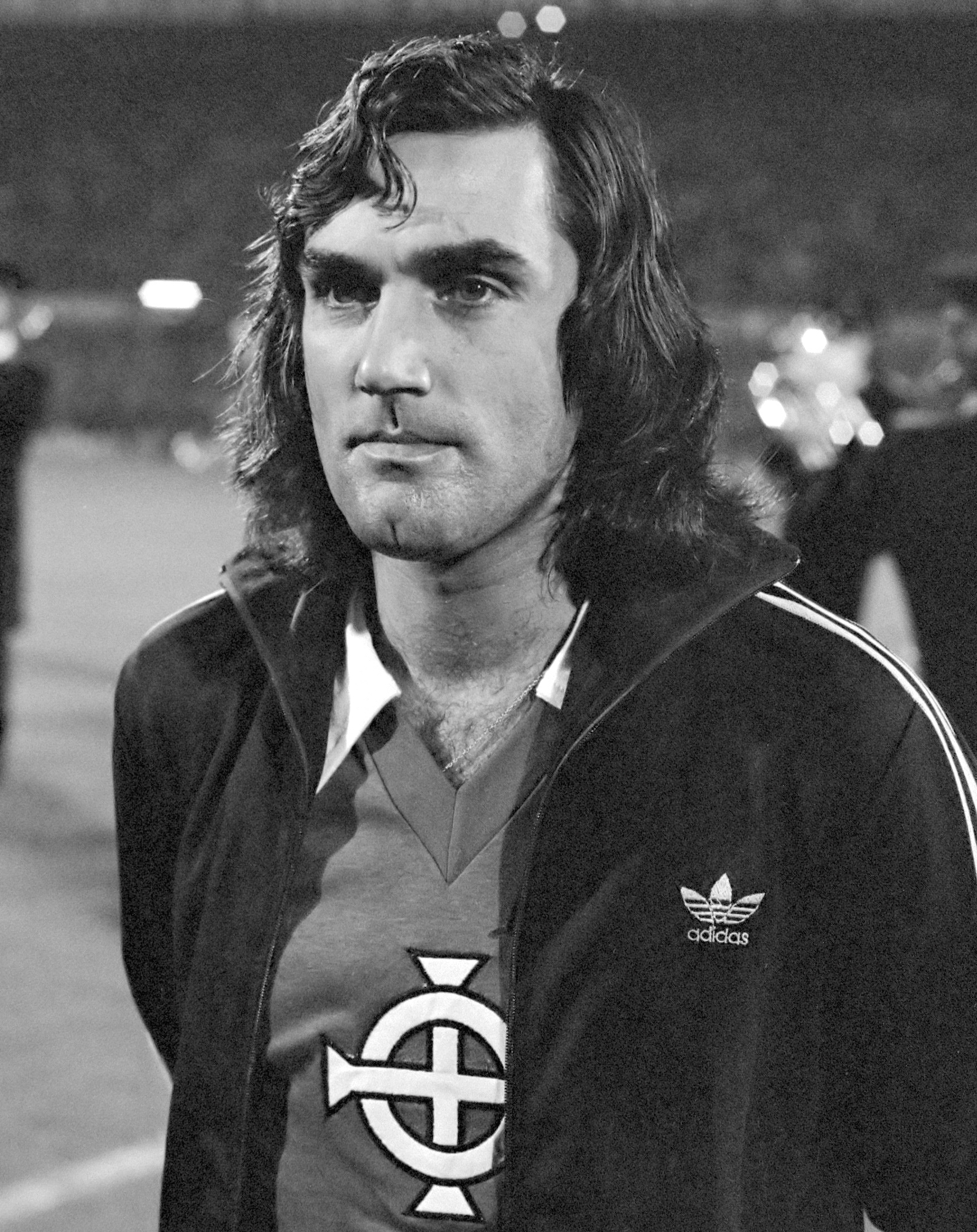
Джордж Бест, включений у 2002 році.

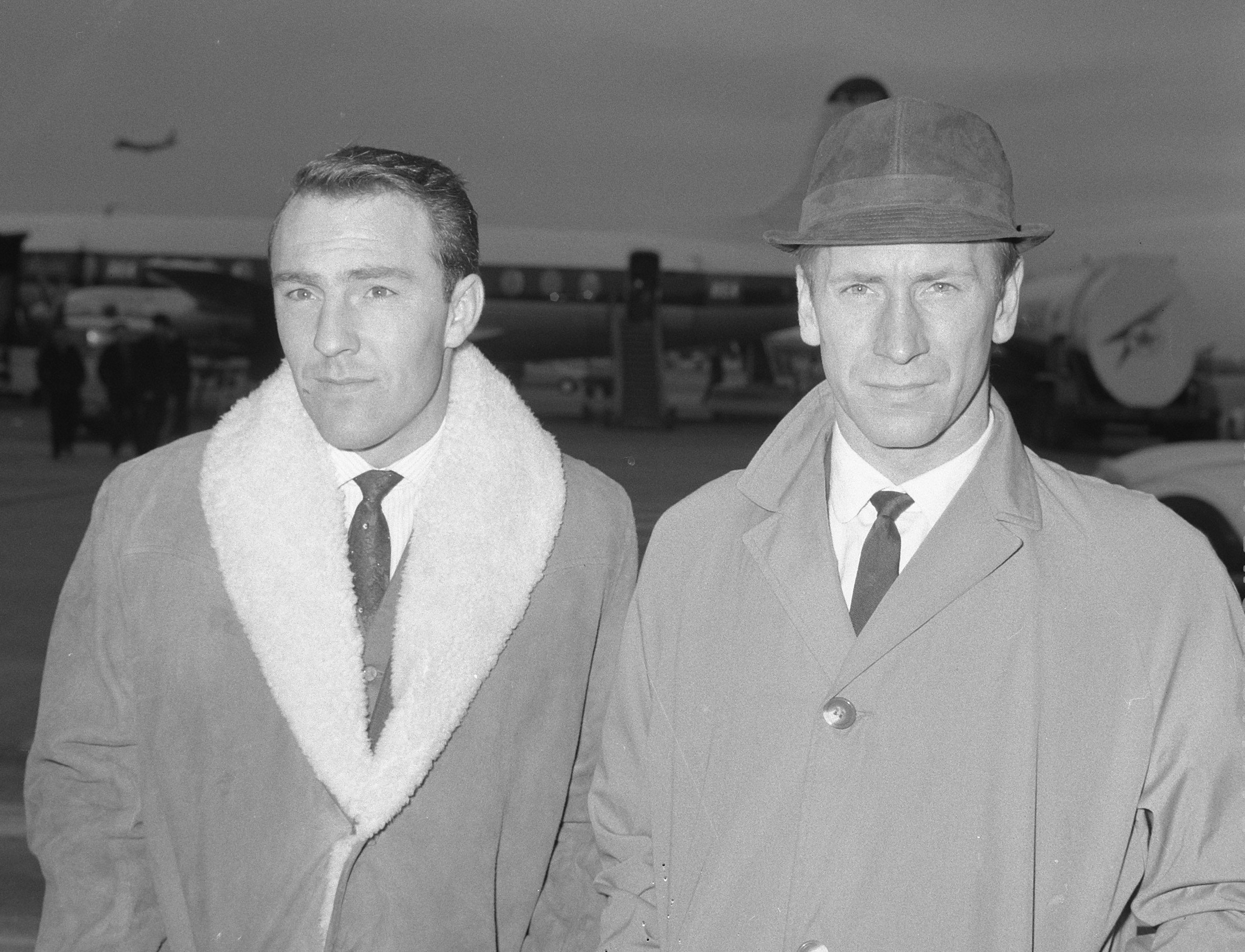
Джиммі Грівз і Боббі Чарлтон, обидва включені в 2002 році.

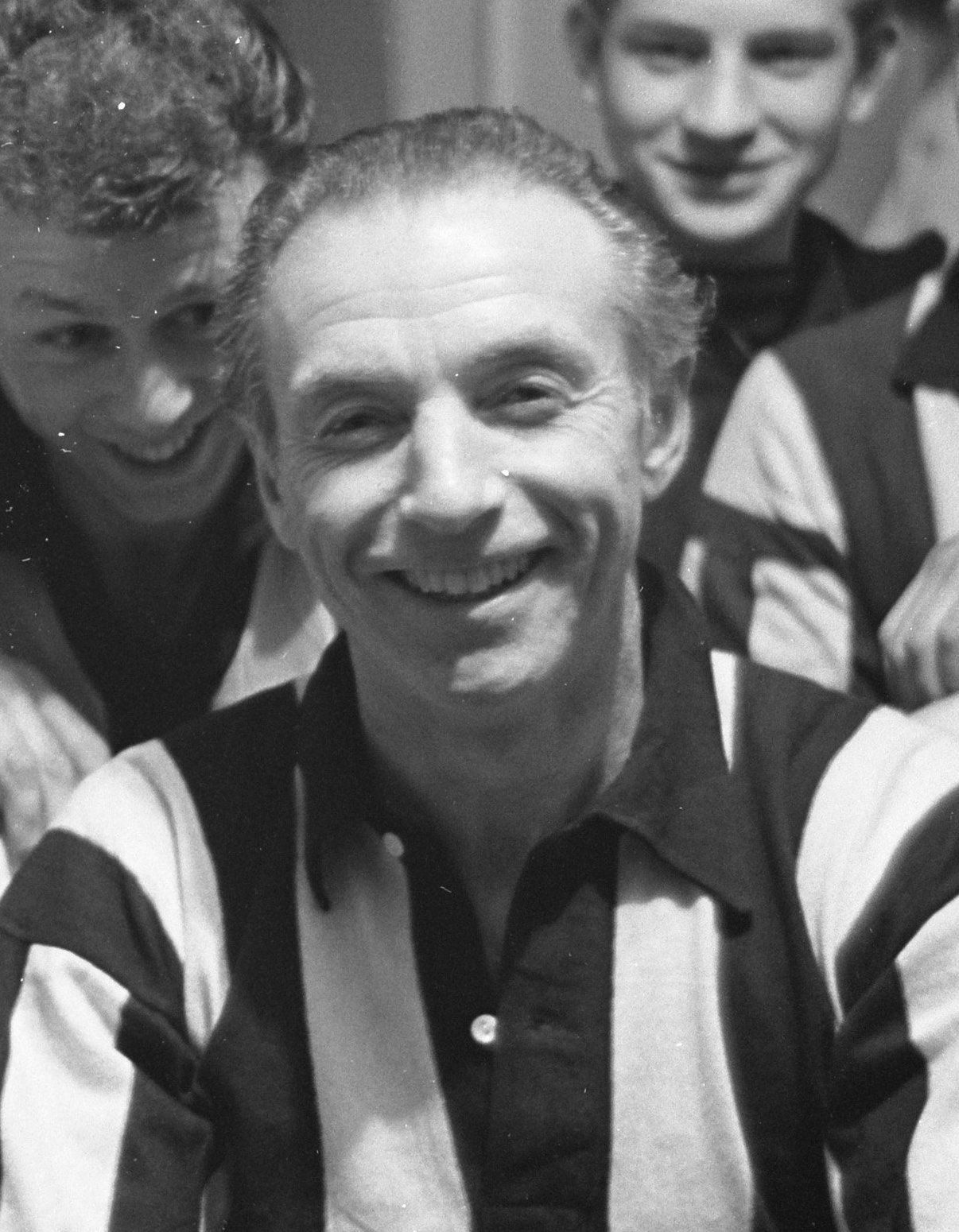
Стенлі Метьюз, включений у 2002 році.

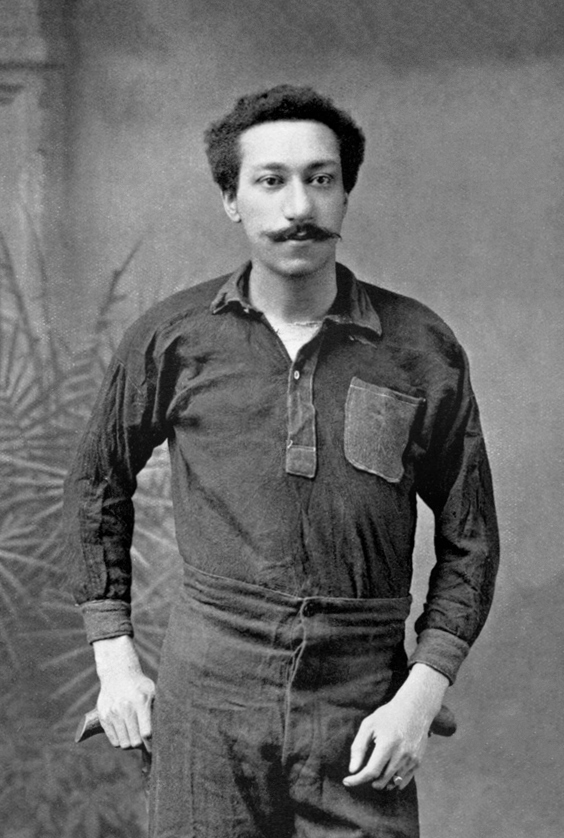
Артур Вортон, включений у 2003 році.

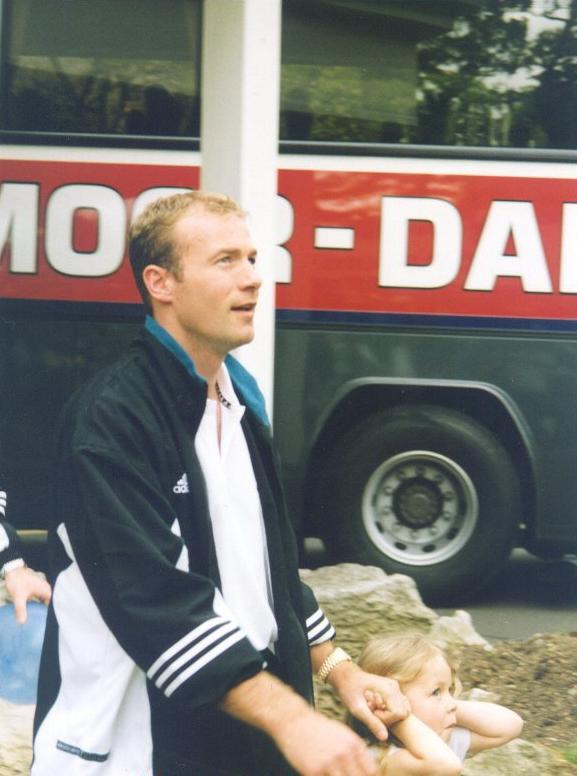
Алан Ширер, включений у 2004 році.

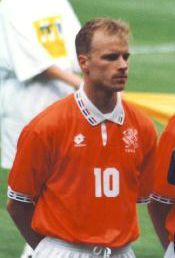
Денніс Бергкамп, включений у 2007 році.

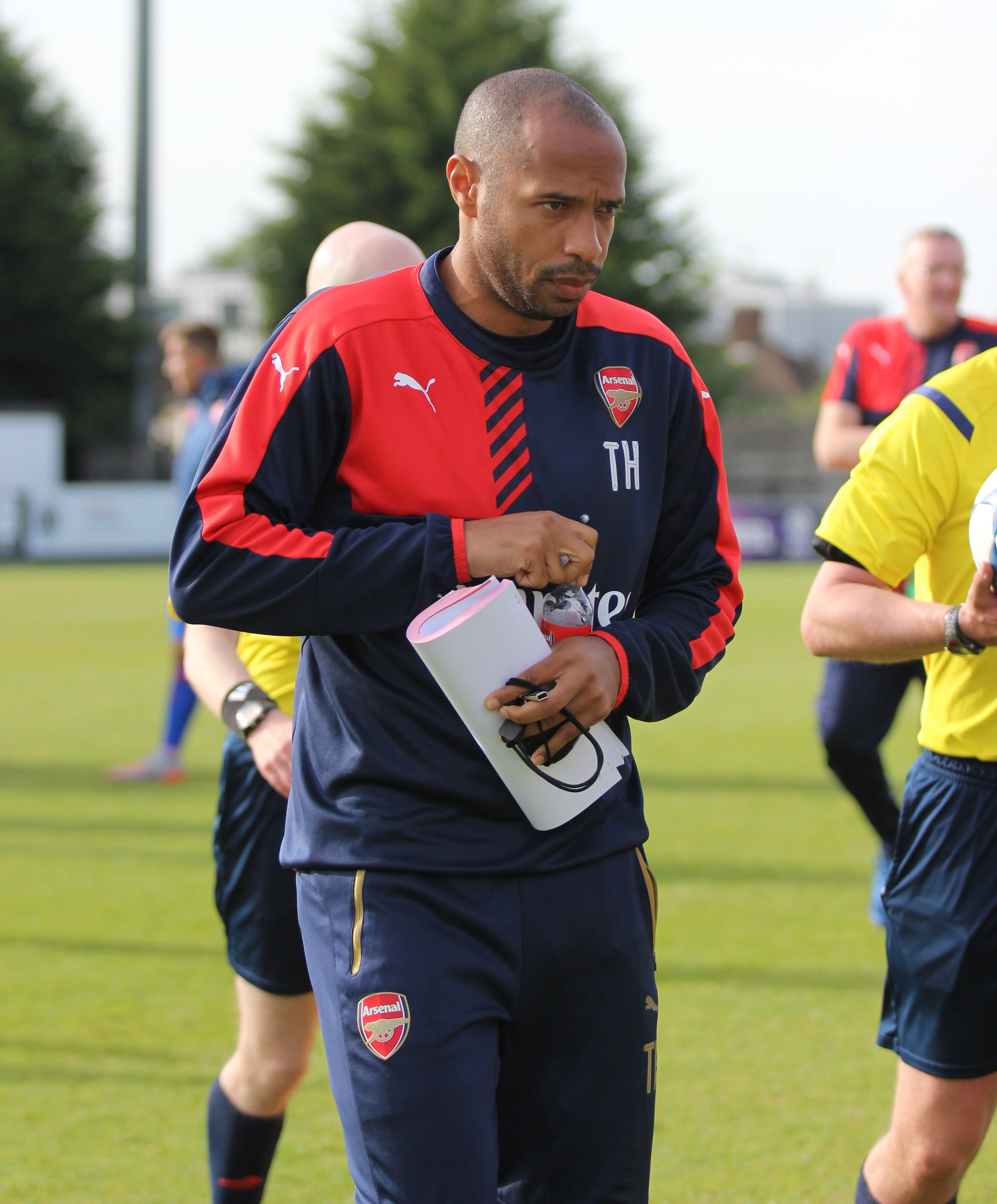
Тьєррі Анрі, включений у 2008 році.

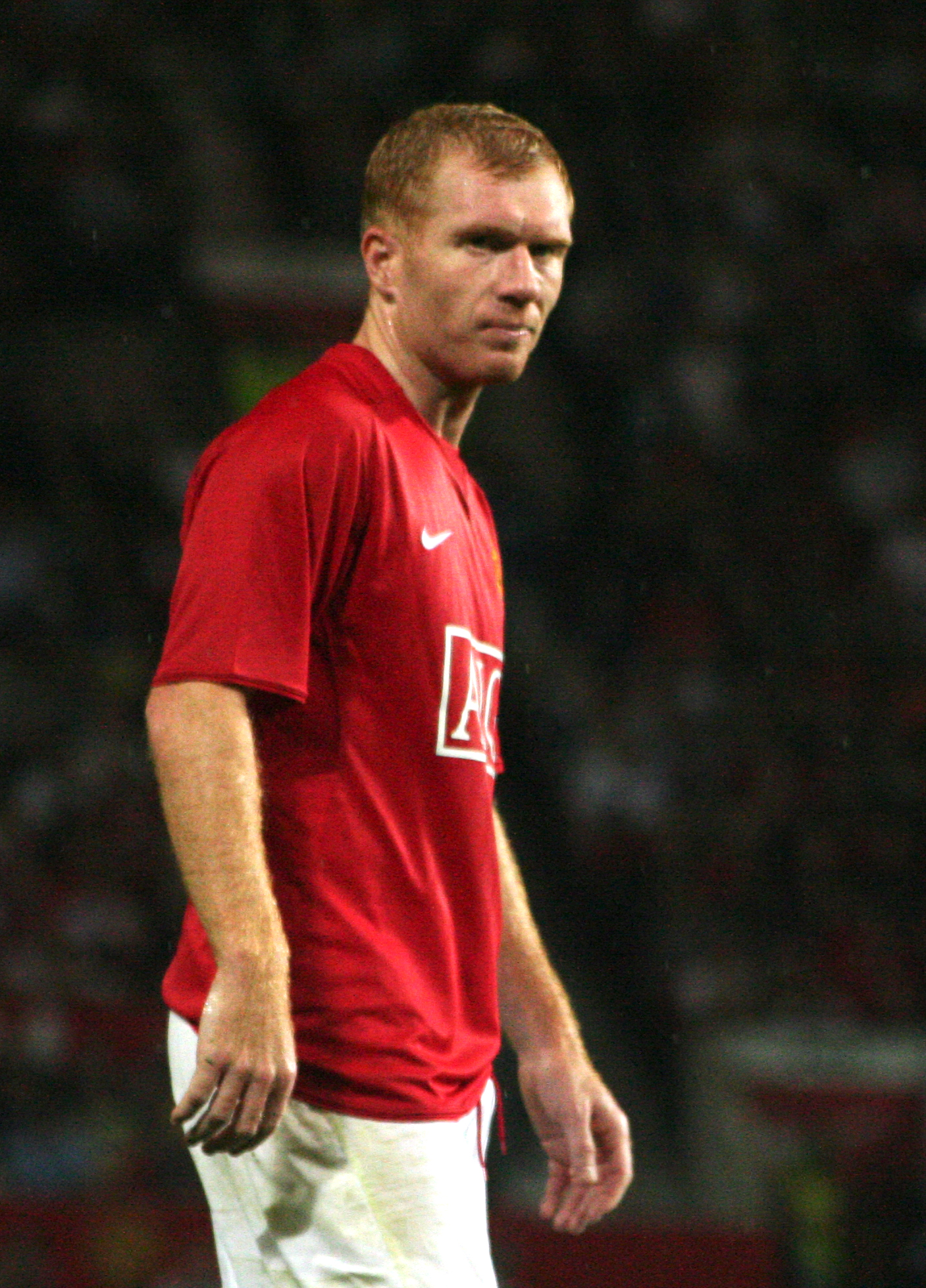
Пол Скоулз, включений у 2008 році.

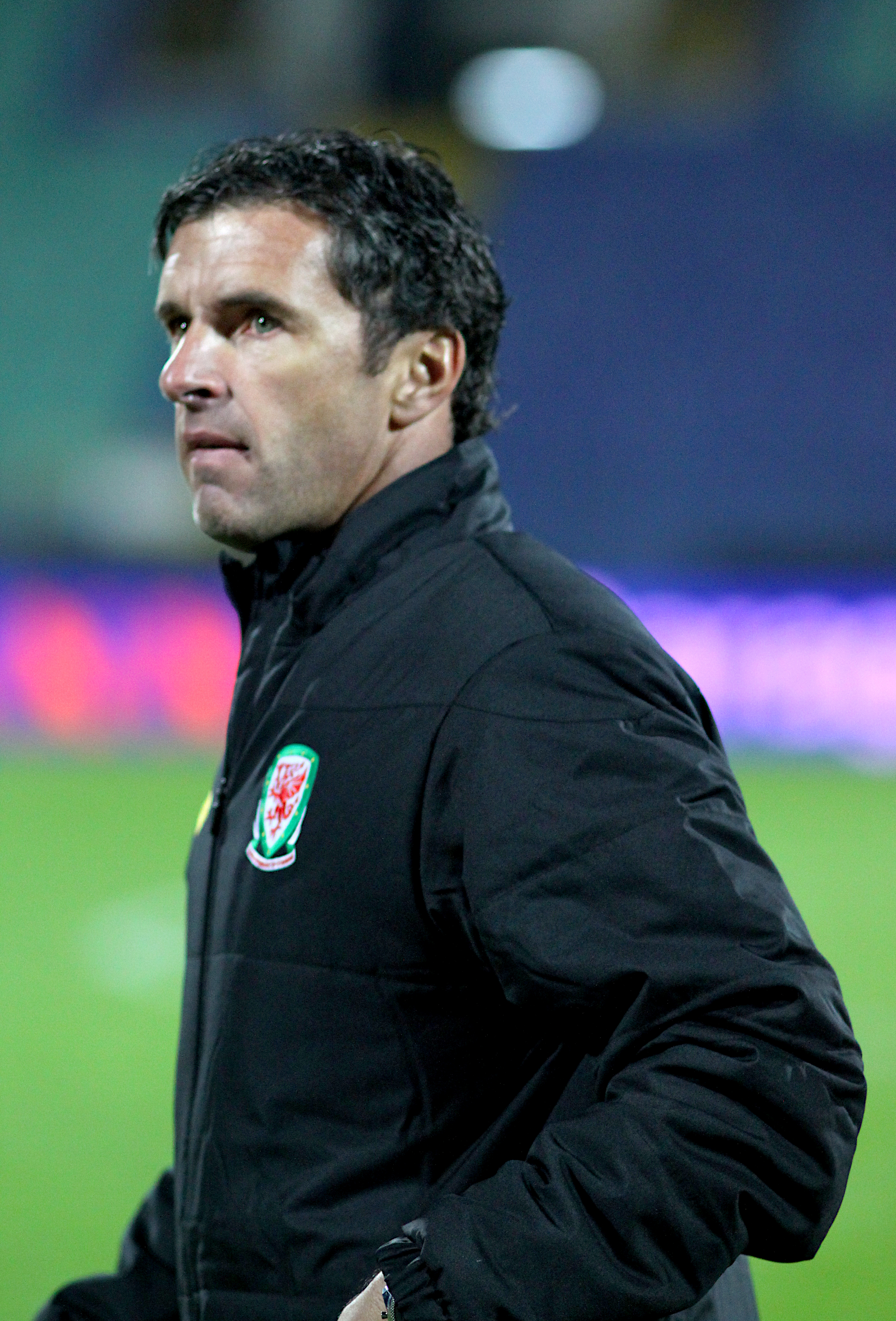
Гері Спід, включений у 2017 році.

| Рік  | Ім'я                   | М    | Г   | Поз | Роки      | Клуби | Прим. | Дж.             |
| ---- | ---------------------- | ---- | --- | --- | --------- | --- | ----- | --------------- |
| 2002 | Гордон Бенкс           | 510  | 0   | ВР  | 1958–1973 | Честерфілд (23), Лестер (293), Сток Сіті (194) |       | [ 5 ] [ 6 ]     |
| 2002 | Джордж Бест            | 411  | 147 | НП  | 1963–1983 | Манчестер Юнайтед (361), Стокпорт Каунті (3), Фулгем (42), Борнмут (5)                                                                                             |       | [ 5 ] [ 7 ]     |
| 2002 | Ерік Кантона           | 174  | 74  | НП  | 1992–1997 | Лідс Юнайтед (28), Манчестер Юнайтед (146) |       | [ 5 ] [ 8 ]     |
| 2002 | Джон Чарлз             | 376  | 171 | НП  | 1949–1966 | Лідс Юнайтед (308), Кардіфф Сіті (68) |       | [ 5 ] [ 9 ]     |
| 2002 | Боббі Чарлтон          | 644  | 207 | ПЗ  | 1956–1975 | Манчестер Юнайтед (606), Престон Норт-Енд (38) | [ a ] | [ 5 ] [ 10 ]    |
| 2002 | Кенні Далгліш          | 355  | 118 | НП  | 1977–1990 | Ліверпуль |       | [ 5 ] [ 11 ]    |
| 2002 | Діксі Дін              | 438  | 379 | НП  | 1923–1939 | Транмер Роверз (30), Евертон (399), Ноттс Каунті (9) |       | [ 5 ] [ 12 ]    |
| 2002 | Пітер Догерті          | 406  | 199 | НП  | 1933–1953 | Блекпул (83), Манчестер Сіті (122), Дербі Каунті (15), Гаддерсфілд Таун (83), Донкастер Роверз (103)                                                               |       | [ 5 ] [ 13 ]    |
| 2002 | Данкан Едвардс         | 151  | 20  | ПЗ  | 1953–1958 | Манчестер Юнайтед |       | [ 5 ] [ 14 ]    |
| 2002 | Том Фінні              | 433  | 187 | НП  | 1946–1960 | Престон Норт-Енд | [ b ] | [ 5 ] [ 15 ]    |
| 2002 | Пол Гаскойн            | 267  | 45  | ПЗ  | 1985–2004 | Ньюкасл Юнайтед (92), Тоттенгем (92), Мідлсбро (41), Евертон (32), Бернлі (6), Бостон Юнайтед (4)                                                                  |       | [ 5 ] [ 16 ]    |
| 2002 | Джиммі Грівз           | 516  | 357 | НП  | 1957–1971 | Челсі (157), Тоттенгем (321), Вест Гем (38) |       | [ 5 ] [ 17 ]    |
| 2002 | Джонні Гейнс           | 594  | 146 | НП  | 1952–1970 | Фулгем |       | [ 5 ] [ 18 ]    |
| 2002 | Кевін Кіган            | 500  | 170 | НП  | 1968–1984 | Сканторп Юнайтед (124), Ліверпуль (230), Саутгемптон (68), Ньюкасл Юнайтед (78)                                                                                    |       | [ 5 ] [ 19 ]    |
| 2002 | Деніс Лоу              | 458  | 217 | НП  | 1956–1974 | Гаддерсфілд Таун (81), Манчестер Сіті (68), Манчестер Юнайтед (309)                                                                                                |       | [ 5 ] [ 20 ]    |
| 2002 | Нет Лофтгаус           | 452  | 255 | НП  | 1946–1960 | Болтон Вондерерз |       | [ 5 ] [ 21 ]    |
| 2002 | Дейв Макай             | 416  | 48  | ЗХ  | 1959–1972 | Тоттенгем (268), Дербі Каунті (122), Свіндон Таун (26) |       | [ 5 ] [ 22 ]    |
| 2002 | Стенлі Метьюз          | 697  | 71  | ПЗ  | 1932–1965 | Сток Сіті (318), Блекпул (379) |       | [ 5 ] [ 23 ]    |
| 2002 | Боббі Мур              | 668  | 25  | ЗХ  | 1958–1977 | Вест Гем (544), Фулгем (124) |       | [ 5 ] [ 24 ]    |
| 2002 | Браян Робсон           | 569  | 114 | ПЗ  | 1975–1997 | Вест-Бромвіч Альбіон (198), Манчестер Юнайтед (346), Мідлсбро (25)                                                                                                 |       | [ 5 ] [ 25 ]    |
| 2002 | Пітер Шилтон           | 1005 | 1   | ВР  | 1966–1997 | Лестер (286), Сток Сіті (110), Ноттінгем Форест (202), Саутгемптон (188), Дербі Каунті (175), Плімут Аргайл (34), Болтон Вондерерз (1), Лейтон Орієнт (9)          |       | [ 5 ] [ 26 ]    |
| 2002 | Біллі Райт             | 490  | 13  | ЗХ  | 1939–1959 | Вулвергемптон Вондерерз |       | [ 5 ] [ 27 ]    |
| 2003 | Алан Болл              | 743  | 170 | ПЗ  | 1962–1983 | Блекпул (146), Евертон (208), Арсенал (177), Саутгемптон (132), Бристоль Роверз (17)                                                                               |       | [ 5 ] [ 28 ]    |
| 2003 | Денні Бланчфлауер      | 553  | 27  | ЗХ  | 1949–1964 | Барнслі (68), Астон Вілла (148), Тоттенгем (337) |       | [ 5 ] [ 29 ]    |
| 2003 | Пет Дженнінгс          | 757  | 0   | ВР  | 1963–1985 | Вотфорд (48), Тоттенгем (472), Арсенал (237) |       | [ 5 ] [ 30 ]    |
| 2003 | Томмі Лоутон           | 390  | 231 | НП  | 1936–1955 | Бернлі (25), Евертон (87), Челсі (42), Ноттс Каунті (151), Брентфорд (50), Арсенал (35)                                                                            |       | [ 5 ] [ 31 ]    |
| 2003 | Гарі Лінекер           | 340  | 192 | НП  | 1978–1992 | Лестер (194), Евертон (41), Тоттенгем (105) |       | [ 5 ] [ 32 ]    |
| 2003 | Стен Мортенсен         | 395  | 225 | НП  | 1941–1958 | Блекпул (317), Галл Сіті (42), Саутпорт (36) |       | [ 5 ] [ 33 ]    |
| 2003 | Петер Шмейхель         | 350  | 1   | ВР  | 1991–2003 | Манчестер Юнайтед (292), Астон Вілла (29), Манчестер Сіті (29) | [ c ] | [ 5 ] [ 34 ]    |
| 2003 | Артур Вортон           | 41   | 0   | ВР  | 1885–1902 | Престон Норт-Енд, Ротергем Таун (34), Шеффілд Юнайтед (1), Стейлібрідж Роверз, Ештон Норт Енд, Стокпорт Каунті (6)                                                 |       | [ 5 ]           |
| 2004 | Тоні Адамс             | 504  | 32  | ЗХ  | 1983–2002 | Арсенал |       | [ 35 ] [ 36 ]   |
| 2004 | Вів Андерсон           | 594  | 37  | ЗХ  | 1974–1995 | Ноттінгем Форест (328), Арсенал (120), Манчестер Юнайтед (54), Шеффілд Венсдей (70), Барнслі (20), Мідлсбро (2)                                                    |       | [ 37 ] [ 38 ]   |
| 2004 | Біллі Бремнер          | 652  | 96  | ПЗ  | 1960–1982 | Лідс Юнайтед (586), Галл Сіті (61), Донкастер Роверз (5) |       | [ 39 ] [ 40 ]   |
| 2004 | Джефф Герст            | 529  | 212 | НП  | 1958–1976 | Вест Гем (411), Сток Сіті (108), Вест-Бромвіч Альбіон (10) |       | [ 41 ] [ 42 ]   |
| 2004 | Рой Кін                | 442  | 56  | ПЗ  | 1990–2005 | Ноттінгем Форест (115), Манчестер Юнайтед (327) |       | [ 43 ] [ 44 ]   |
| 2004 | Вілф Менніон           | 357  | 100 | НП  | 1936–1956 | Мідлсбро (341), Галл Сіті (16) |       | [ 45 ] [ 46 ]   |
| 2004 | Алан Ширер             | 560  | 284 | НП  | 1988–2006 | Саутгемптон (118), Блекберн Роверз (139), Ньюкасл Юнайтед (303) | [ d ] | [ 47 ] [ 48 ]   |
| 2005 | Джон Барнс             | 589  | 155 | ПЗ  | 1981–1999 | Вотфорд (233), Ліверпуль (317), Ньюкасл Юнайтед (27), Чарльтон Атлетік (12)                                                                                        |       | [ 49 ] [ 50 ]   |
| 2005 | Колін Белл             | 476  | 142 | ПЗ  | 1963–1979 | Бері (82), Манчестер Сіті (394) |       | [ 51 ] [ 52 ]   |
| 2005 | Джек Чарлтон           | 628  | 70  | ЗХ  | 1952–1973 | Лідс Юнайтед |       | [ 53 ] [ 54 ]   |
| 2005 | Раян Гіггз             | 672  | 114 | ПЗ  | 1990–2014 | Манчестер Юнайтед | [ e ] | [ 55 ] [ 56 ]   |
| 2005 | Алекс Джеймс           | 378  | 79  | НП  | 1925–1937 | Престон Норт-Енд (147), Арсенал (231) |       | [ 57 ]          |
| 2005 | Берт Траутманн         | 508  | 0   | ВР  | 1949–1964 | Манчестер Сіті |       | [ 58 ] [ 59 ]   |
| 2005 | Іан Райт               | 493  | 235 | НП  | 1985–2000 | Крістал Пелес (225), Арсенал (221), Вест Гем (22), Ноттінгем Форест (10), Бернлі (15)                                                                              |       | [ 60 ] [ 61 ]   |
| 2006 | Ліам Бреді             | 324  | 51  | ПЗ  | 1973–1990 | Арсенал (235), Вест Гем (89) |       | [ 62 ] [ 63 ]   |
| 2006 | Алан Гансен            | 434  | 8   | ЗХ  | 1977–1990 | Ліверпуль |       | [ 64 ] [ 65 ]   |
| 2006 | Роджер Гант            | 480  | 269 | НП  | 1958–1972 | Ліверпуль (404), Болтон Вондерерз (76) |       | [ 66 ] [ 67 ]   |
| 2006 | Джекі Мілберн          | 353  | 177 | НП  | 1943–1957 | Ньюкасл Юнайтед |       | [ 68 ] [ 69 ]   |
| 2006 | Мартін Пітерс          | 722  | 175 | ПЗ  | 1959–1981 | Вест Гем (302), Тоттенгем (189), Норвіч Сіті (207), Шеффілд Юнайтед (24)                                                                                           |       | [ 70 ] [ 71 ]   |
| 2006 | Іан Раш                | 572  | 246 | НП  | 1978–1999 | Честер Сіті (34), Ліверпуль (471), Лідс Юнайтед (36), Ньюкасл Юнайтед (10), Шеффілд Юнайтед (4), Рексем (17)                                                       |       | [ 72 ]          |
| 2006 | Джанфранко Дзола       | 229  | 59  | НП  | 1996–2003 | Челсі |       | [ 73 ] [ 74 ]   |
| 2007 | Пітер Бердслі          | 658  | 209 | НП  | 1979–1999 | Карлайл Юнайтед (104), Ньюкасл Юнайтед (276), Ліверпуль (131), Евертон (81), Болтон Вондерерз (17), Манчестер Сіті (6), Фулгем (21), Гартлпул Юнайтед (22)         |       | [ 75 ] [ 76 ]   |
| 2007 | Денніс Бергкамп        | 315  | 87  | НП  | 1995–2006 | Арсенал | [ f ] | [ 77 ] [ 78 ]   |
| 2007 | Гленн Годдл            | 473  | 90  | ПЗ  | 1975–1995 | Тоттенгем (378), Свіндон Таун (64), Челсі (31) |       | [ 79 ] [ 80 ]   |
| 2007 | Марк Г'юз              | 561  | 153 | НП  | 1980–2002 | Манчестер Юнайтед (346), Челсі (95), Саутгемптон (52), Евертон (18), Блекберн Роверз (50)                                                                          |       | [ 79 ] [ 81 ]   |
| 2007 | Біллі Мередіт          | 670  | 164 | НП  | 1894–1924 | Манчестер Сіті (367), Манчестер Юнайтед (303) |       | [ 82 ] [ 83 ]   |
| 2007 | Грем Сунес             | 423  | 60  | ПЗ  | 1972–1984 | Мідлсбро (176), Ліверпуль (247) |       | [ 84 ] [ 85 ]   |
| 2007 | Ноббі Стайлс           | 414  | 20  | ЗХ  | 1960–1975 | Манчестер Юнайтед (311), Мідлсбро (57), Престон Норт-Енд (46) |       | [ 86 ] [ 87 ]   |
| 2008 | Джиммі Армфілд         | 568  | 6   | ЗХ  | 1954–1971 | Блекпул |       | [ 88 ] [ 89 ]   |
| 2008 | Девід Бекхем           | 271  | 64  | ПЗ  | 1992–2003 | Манчестер Юнайтед (266), Престон Норт-Енд (5) |       | [ 90 ] [ 91 ]   |
| 2008 | Стів Блумер            | 598  | 352 | НП  | 1891–1914 | Дербі Каунті (473), Мідлсбро (125) |       | [ 92 ]          |
| 2008 | Тьєррі Анрі            | 258  | 175 | НП  | 1999–2012 | Арсенал | [ g ] | [ 93 ] [ 94 ]   |
| 2008 | Емлін Г'юз             | 632  | 43  | ПЗ  | 1964–1984 | Блекпул (28), Ліверпуль (474), Вулвергемптон Вондерерз (58), Ротергем Юнайтед (56), Галл Сіті (9), Суонсі Сіті (7)                                                 |       | [ n 1 ] [ 95 ]  |
| 2008 | Пол Скоулз             | 500  | 107 | ПЗ  | 1993–2013 | Манчестер Юнайтед |       | [ 96 ] [ 97 ]   |
| 2008 | Рей Вілсон             | 409  | 6   | ЗХ  | 1955–1971 | Гаддерсфілд Таун (266), Евертон (116), Олдем Атлетік (25), Бредфорд Сіті (2)                                                                                       |       | [ 98 ] [ 99 ]   |
| 2009 | Освальдо Арділес       | 252  | 16  | ПЗ  | 1978–1990 | Тоттенгем (237), Блекберн Роверз (5), Квінз Парк Рейнджерс (8), Свіндон Таун (2)                                                                                   |       | [ 100 ] [ 101 ] |
| 2009 | Кліфф Бастін           | 367  | 156 | ПЗ  | 1928–1947 | Ексетер Сіті (17), Арсенал (350) |       | [ 102 ] [ 103 ] |
| 2009 | Тревор Брукінг         | 528  | 88  | ПЗ  | 1966–1984 | Вест Гем | [ h ] | [ 100 ] [ 104 ] |
| 2009 | Джордж Коен            | 408  | 6   | ЗХ  | 1956–1969 | Фулгем |       | [ 100 ] [ 105 ] |
| 2009 | Френк Маклінток        | 609  | 56  | ЗХ  | 1956–1977 | Лестер (168), Арсенал (314), Квінз Парк Рейнджерс (127) |       | [ 106 ] [ 107 ] |
| 2009 | Лен Шеклтон            | 384  | 128 | НП  | 1940–1957 | Бредфорд Парк-Авеню (7), Ньюкасл Юнайтед (57), Сандерленд (320) |       | [ 108 ] [ 109 ] |
| 2009 | Тедді Шерінгем         | 734  | 276 | НП  | 1983–2008 | Міллволл (220), Олдершот (5), Ноттінгем Форест (42), Тоттенгем (236), Манчестер Юнайтед (104), Портсмут (32), Вест Гем (76), Колчестер Юнайтед (19)                |       | [ 110 ] [ 111 ] |
| 2009 | Френк Свіфт            | 338  | 0   | ВР  | 1932–1950 | Манчестер Сіті | [ i ] | [ 112 ] [ 113 ] |
| 2010 | Чарлі Б'юкен           | 481  | 258 | НП  | 1911–1928 | Сандерленд (379), Арсенал (102) |       | [ 114 ] [ 115 ] |
| 2010 | Іан Каллаган           | 731  | 51  | ПЗ  | 1959–1982 | Ліверпуль (640), Суонсі Сіті (76), Кру Александра (15) |       | [ 116 ] [ 117 ] |
| 2010 | Рей Клеменс            | 758  | 0   | ВР  | 1965–1988 | Сканторп Юнайтед (48), Ліверпуль (470), Тоттенгем Готспур (240) |       | [ 118 ] [ 119 ] |
| 2010 | Джонні Джайлс          | 557  | 101 | ПЗ  | 1959–1977 | Манчестер Юнайтед (99), Лідс Юнайтед (383), Вест-Бромвіч Альбіон (75)                                                                                              |       | [ 118 ] [ 120 ] |
| 2010 | Френсіс Лі             | 500  | 228 | НП  | 1960–1976 | Болтон Вондерерз (189), Манчестер Сіті (249), Дербі Каунті (62) |       | [ 121 ] [ 122 ] |
| 2010 | Альф Ремзі             | 316  | 32  | ЗХ  | 1946–1955 | Саутгемптон (90), Тоттенгем (226) |       | [ 123 ] [ 124 ] |
| 2010 | Клем Стівенсон         | 440  | 127 | НП  | 1910–1928 | Астон Вілла (193), Гаддерсфілд Таун (248) |       | [ 125 ] [ 126 ] |
| 2013 | Рейч Картер            | 444  | 199 | НП  | 1931–1952 | Сандерленд (245), Дербі Каунті (63), Галл Сіті (136) |       | [ 127 ] [ 128 ] |
| 2013 | Едді Грей              | 455  | 52  | ПЗ  | 1965–1984 | Лідс Юнайтед |       | [ 127 ] [ 129 ] |
| 2013 | Кліфф Джонс            | 511  | 184 | НП  | 1952–1970 | Суонсі Таун (168), Тоттенгем (318), Фулгем (25) |       | [ 127 ] [ 130 ] |
| 2013 | Метью Ле Тісьє         | 443  | 161 | НП  | 1986–2002 | Саутгемптон |       | [ 127 ] [ 131 ] |
| 2013 | Майк Саммербі          | 716  | 92  | ПЗ  | 1959–1979 | Свіндон Таун (218), Манчестер Сіті (357), Бернлі (51), Блекпул (3), Стокпорт Каунті (87)                                                                           |       | [ 127 ] [ 132 ] |
| 2013 | Рей Вілкінс            | 530  | 45  | ПЗ  | 1973–1997 | Челсі (179), Манчестер Юнайтед (160), Квінз Парк Рейнджерс (183), Крістал Пелес (1), Вікем Вондерерз (1), Міллволл (3), Лейтон Орієнт (3)                          |       | [ 127 ] [ 133 ] |
| 2014 | Тревор Френсіс         | 484  | 176 | НП  | 1970–1994 | Бірмінгем Сіті (280), Ноттінгем Форест (70), Манчестер Сіті (26), Квінз Парк Рейнджерс (32), Шеффілд Венсдей (76)                                                  |       | [ 134 ] [ 135 ] |
| 2014 | Г'ю Галлахер           | 434  | 296 | НП  | 1925–1939 | Ньюкасл Юнайтед (160), Челсі (132), Дербі Каунті (51), Ноттс Каунті (45), Грімсбі Таун (12), Гейтсхед (34)                                                         |       | [ 134 ] [ 136 ] |
| 2014 | Джиммі Макілрой        | 576  | 133 | НП  | 1950–1968 | Бернлі (439), Сток Сіті (98), Олдем Атлетік (39) |       | [ 134 ] [ 137 ] |
| 2014 | Майкл Оуен             | 326  | 150 | НП  | 1996–2013 | Ліверпуль (216), Ньюкасл Юнайтед (71), Манчестер Юнайтед (31), Сток Сіті (8)                                                                                       |       | [ 134 ] [ 138 ] |
| 2014 | Патрік Вієйра          | 307  | 32  | ПЗ  | 1996–2011 | Арсенал (279), Манчестер Сіті (28) |       | [ 134 ] [ 139 ] |
| 2015 | Айвор Оллчерч          | 694  | 251 | НП  | 1949–1968 | Суонсі Таун (448), Ньюкасл Юнайтед (143), Кардіфф Сіті (103) |       | [ 140 ] [ 141 ] |
| 2015 | Боб Кромптон           | 530  | 14  | ЗХ  | 1896–1919 | Блекберн Роверз |       | [ 142 ] [ 143 ] |
| 2015 | Норман Гантер          | 679  | 22  | ЗХ  | 1962–1983 | Лідс Юнайтед (540), Бристоль Сіті (108), Барнслі (31) |       | [ 142 ] [ 144 ] |
| 2015 | Пол Макграт            | 457  | 23  | ЗХ  | 1982–1998 | Манчестер Юнайтед (163), Астон Вілла (253), Дербі Каунті (24), Шеффілд Юнайтед (12)                                                                                |       | [ 142 ] [ 145 ] |
| 2015 | Алан Маллері           | 676  | 62  | ПЗ  | 1958–1972 | Фулгем (364), Тоттенгем (312) |       | [ 142 ] [ 146 ] |
| 2015 | Гарі Невілл            | 400  | 5   | ЗХ  | 1993–2011 | Манчестер Юнайтед |       | [ 142 ] [ 147 ] |
| 2015 | Стюарт Пірс            | 571  | 72  | ЗХ  | 1983–2002 | Ковентрі Сіті (52), Ноттінгем Форест (402), Ньюкасл Юнайтед (37), Вест Гем (42), Манчестер Сіті (38)                                                               |       | [ 142 ] [ 148 ] |
| 2016 | Ріо Фердінанд          | 514  | 11  | ЗХ  | 1995–2015 | Вест Гем (127), Борнмут (10), Лідс Юнайтед (54), Манчестер Юнайтед (312), Квінз Парк Рейнджерс (11)                                                                |       | [ 149 ] [ 150 ] |
| 2016 | Деніс Ірвін            | 684  | 30  | ЗХ  | 1983–2004 | Лідс Юнайтед (72), Олдем Атлетік (167), Манчестер Юнайтед (370), Вулвергемптон Вондерерз (75)                                                                      |       | [ 149 ] [ 151 ] |
| 2016 | Марк Лоуренсон         | 466  | 18  | ЗХ  | 1974–1988 | Престон Норт-Енд (73), Брайтон (152), Ліверпуль (241) |       | [ 149 ] [ 152 ] |
| 2016 | Біллі Лідделл          | 492  | 215 | ПЗ  | 1946–1961 | Ліверпуль |       | [ 149 ] [ 153 ] |
| 2016 | Джон Робертсон         | 470  | 64  | ПЗ  | 1970–1986 | Ноттінгем Форест (398), Дербі Каунті (72) |       | [ 149 ] [ 154 ] |
| 2016 | Девід Сімен            | 732  | 0   | ВР  | 1982–2004 | Пітерборо Юнайтед (91), Бірмінгем Сіті (75), Квінз Парк Рейнджерс (141), Арсенал (406), Манчестер Сіті (19)                                                        |       | [ 149 ] [ 155 ] |
| 2016 | Невілл Саутолл         | 702  | 0   | ВР  | 1979–2000 | Бері (39), Евертон (579), Порт Вейл (9), Саутенд Юнайтед (9), Сток Сіті (12), Торкі Юнайтед (53), Бредфорд Сіті (1)                                                | [ j ] | [ 149 ] [ 156 ] |
| 2016 | Гордон Стракан         | 383  | 70  | ПЗ  | 1984–1997 | Манчестер Юнайтед (160), Лідс Юнайтед (197), Ковентрі Сіті (26) |       | [ 149 ] [ 157 ] |
| 2017 | Біллі Бондс            | 758  | 49  | ЗХ  | 1964–1988 | Чарльтон Атлетік (95), Вест Гем (663) |       | [ 158 ] [ 159 ] |
| 2017 | Стівен Джеррард        | 503  | 120 | ПЗ  | 1998–2016 | Ліверпуль | [ k ] | [ 158 ] [ 160 ] |
| 2017 | Френк Лемпард-молодший | 620  | 178 | ПЗ  | 1995–2015 | Вест Гем (148), Суонсі Сіті (9), Челсі (429), Манчестер Сіті (32)                                                                                                  |       | [ 158 ] [ 161 ] |
| 2017 | Чарлі Робертс          | 374  | 28  | ЗХ  | 1903–1915 | Грімсбі Таун (31), Манчестер Юнайтед (271), Олдем Атлетік (72) |       | [ 162 ]         |
| 2017 | Гері Спід              | 678  | 103 | ПЗ  | 1988–2010 | Лідс Юнайтед (249), Евертон (58), Ньюкасл Юнайтед (213), Болтон Вондерерз (121), Шеффілд Юнайтед (37)                                                              |       | [ 158 ] [ 163 ] |
| 2017 | Боб Вілсон             | 234  | 0   | ВР  | 1963–1974 | Арсенал |       | [ 158 ] [ 164 ] |
| 2019 | Сирілл Реджис          | 610  | 159 | НП  | 1977–1996 | Вест-Бромвіч Альбіон (237), Ковентрі Сіті (238), Астон Вілла (52), Вулвергемптон Вондерерз (19), Вікем Вондерерз (35), Честер Сіті (29)                            |       | [ 165 ] [ 166 ] |
| 2020 | Джастін Фашану         | 261  | 78  | НП  | 1978–1993 | Норвіч Сіті (90), Ноттінгем Форест (32), Саутгемптон (9), Ноттс Каунті (64), Брайтон (16), Манчестер Сіті (2), Вест Гем (2), Лейтон Орієнт (5), Торкі Юнайтед (41) |       | [ 167 ]         |
| 2021 | Волтер Талл            | 115  | 11  | ПЗ  | 1908–1914 | Тоттенгем (10), Нортгемптон Таун (105) |       | [ 168 ]         |

### Футболістки

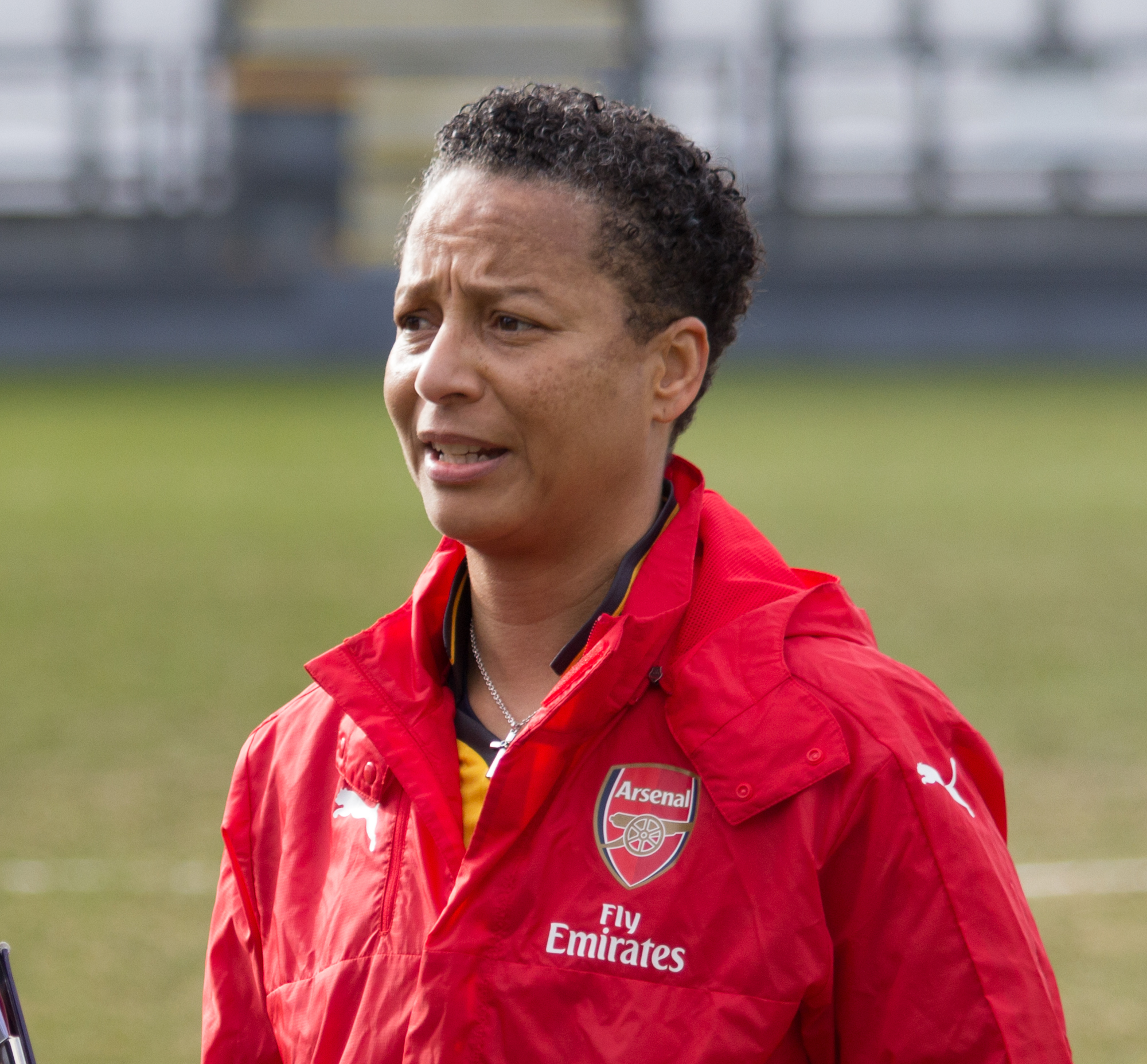
Гоуп Пауелл, включена в 2003 році.

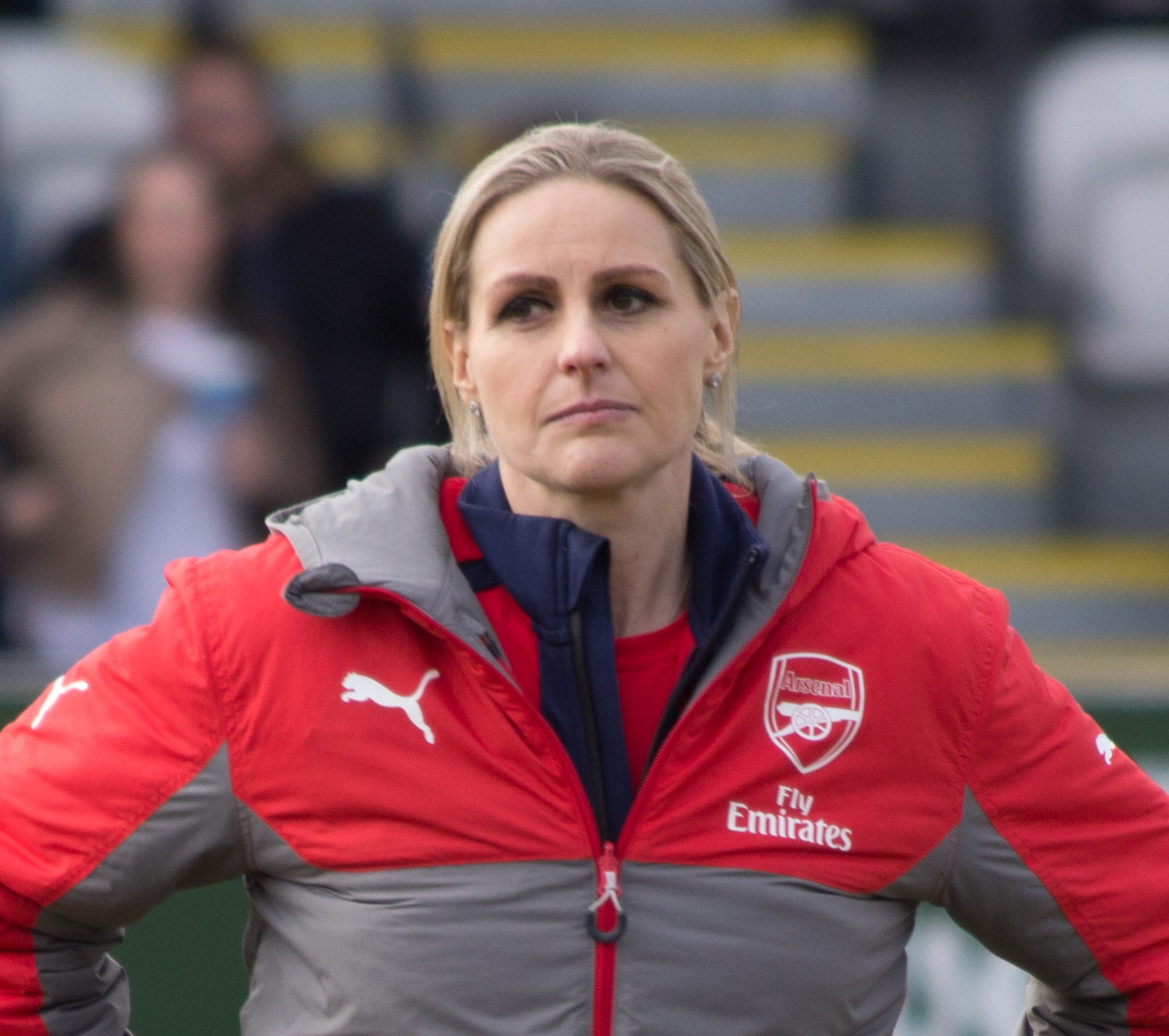
Келлі Сміт, включена в 2017 році.

| Рік  | Ім'я                | М   | Г  | Поз | Роки      | Клуби | Прим. | Дж.     |
| ---- | ------------------- | --- | -- | --- | --------- | --- | ----- | ------- |
| 2002 | Лілі Перр           | 0   | 0  | НП  | 1919–1951 | Дік, Керр                                                                                                 |       | [ 169 ] |
| 2003 | Гоуп Пауелл         | 66  | 35 | ПЗ  | 1978–1998 | Millwall Lionesses, Френдс оф Фулгем, Бромлі Боро                                                         |       | [ 170 ] |
| 2004 | С'ю Лопес           | 22  | 0  | ЗХ  | 1966–1985 | Саутгемптон                                                                                               |       | [ 171 ] |
| 2005 | Деббі Бемптон       | 95  | 7  | ПЗ  | 1978–1997 | Лаустофт, Гауборо Ґрандж, Millwall Lionesses, Вімблдон, Арсенал, Кройдон, Doncaster Rovers Belles         |       | [ 172 ] |
| 2006 | Джилліан Култард    | 119 | 30 | ПЗ  | 1976–2001 | Doncaster Rovers Belles                                                                                   |       | [ 173 ] |
| 2007 | Карен Волкер        | 83  | 40 | НП  | 1985–2006 | Doncaster Rovers Belles, Лідс Юнайтед                                                                     |       | [ 174 ] |
| 2007 | Джоан Воллі         | 1   | 0  | ПЗ  | 1937–1956 | Дік, Керр                                                                                                 |       | [ 175 ] |
| 2008 | Полін Коуп          | 60  | 0  | ВР  | 1982–2006 | Millwall Lionesses, Арсенал, Чарльтон Атлетік                                                             |       | [ 176 ] |
| 2009 | Меріенн Спейсі      | 91  | 28 | НП  | 1984–1996 | Френдс оф Фулгем, Арсенал                                                                                 |       | [ 177 ] |
| 2010 | Бренда Семпейр      | 8   | 0  | ПЗ  | 1984–1997 | Френдс оф Фулгем, Кройдон                                                                                 |       | [ 178 ] |
| 2013 | Шейла Паркер        | 33  | 0  | ЗХ  | 1961–1980 | Престон, Фоденс, Сент-Геленс, Чорлі                                                                       |       | [ 179 ] |
| 2014 | Сильвія Ґоур        | 2   | 1  | ПЗ  | 1956–1980 | Манчестер Корінтіанс, Фоденс                                                                              |       | [ 180 ] |
| 2015 | Фає Вайт            | 90  | 12 | ЗХ  | 1996–2013 | Арсенал                                                                                                   |       | [ 181 ] |
| 2016 | Рейчел Браун-Фінніс | 82  | 0  | ВР  | 1995–2014 | Ліверпуль, Евертон, Арсенал                                                                               |       | [ 182 ] |
| 2016 | Рейчел Юнайтт       | 102 | 8  | ЗХ  | 1998–2017 | Вулвз, Евертон, Фулгем, Leeds City Vixens, Бірмінгем Сіті, Ноттс Каунті, Соліхалл Мурс, Лондон Біс        |       | [ 183 ] |
| 2017 | Келлі Сміт          | 117 | 46 | НП  | 1994–2017 | Вемблі, Арсенал                                                                                           |       | [ 184 ] |
| 2017 | Рейчел Янкі         | 129 | 19 | ПЗ  | 1996–2016 | Арсенал, Fulham Ladies, Birmingham Ladies, Notts County Ladies                                            |       | [ 185 ] |
| 2019 | Алекс Скотт         | 140 | 12 | ЗХ  | 2002–2018 | Арсенал, Бірмінгем Сіті                                                                                   |       | [ 186 ] |
| 2021 | Карен Керні         | 144 | 32 | ПЗ  | 2001–2019 | Бірмінгем Сіті, Арсенал, Челсі                                                                            |       | [ 187 ] |
| 2021 | Керол Томас         | 56  | 0  | ЗХ  | 1966–2009 | BOCM, Рекіттс, Hull Brewery, Тоттенгем, Престон Рейнджерс, CP Doncaster, Раунтріс, Престон, Брандесбертон |       | [ 188 ] |

### Тренери

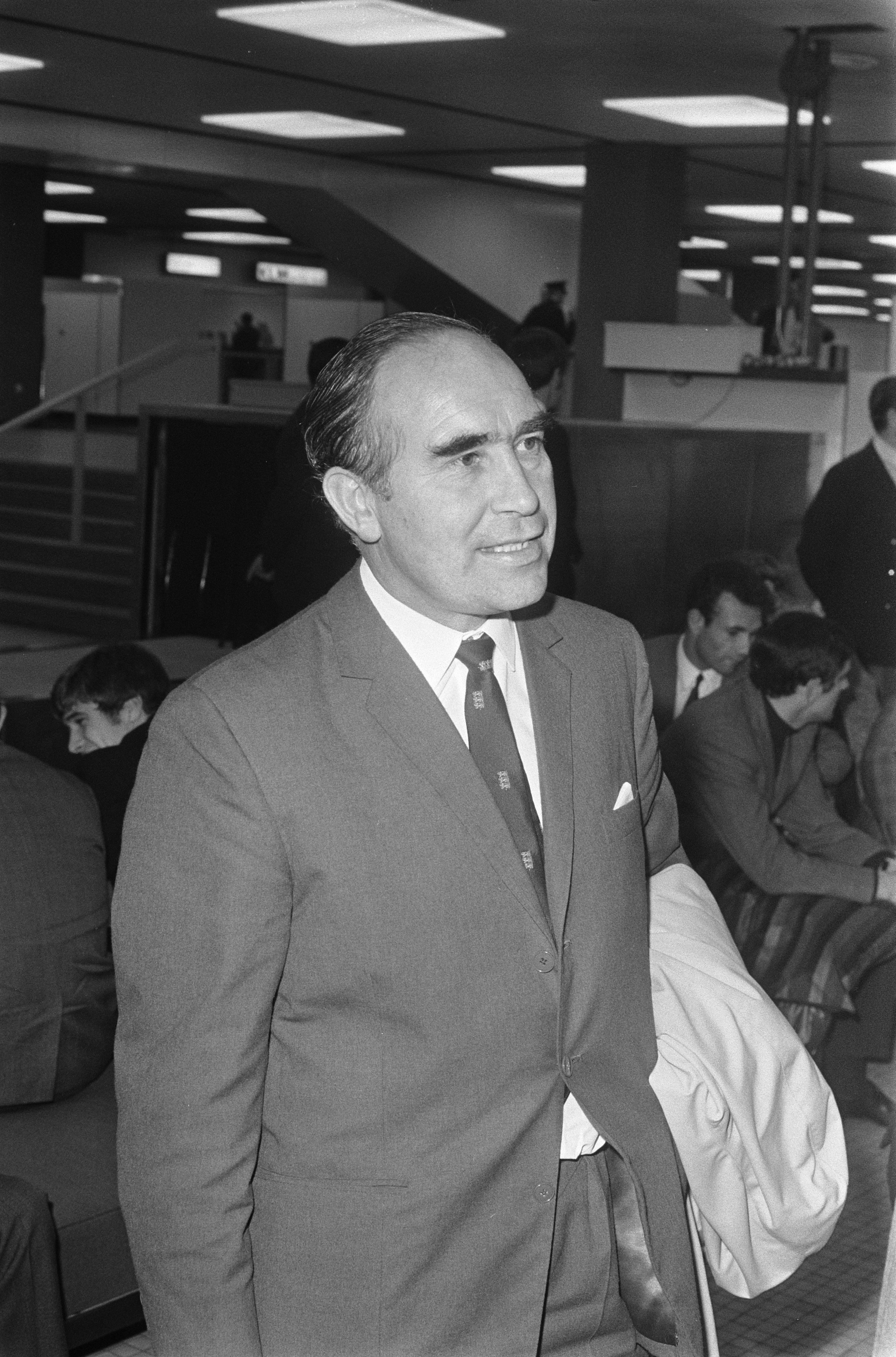
Альф Ремзі, включений у якості тренера у 2002 році й у якості гравця у 2010 році. Єдиний прийнятий у члени Залу слави у двох різних категоріях

| Рік  | Ім'я                | Роки      | М     | В     | Н   | П   | %    | Клуби                                                                               | Прим. | Дж.             |
| ---- | ------------------- | --------- | ----- | ----- | --- | --- | ---- | ----------------------------------------------------------------------------------- | ----- | --------------- |
| 2002 | Метт Басбі          | 1945–1971 | 1,141 | 576   | 263 | 292 | 0,5  | Манчестер Юнайтед                                                                   |       | [ 189 ]         |
| 2002 | Браян Клаф          | 1965–1993 | 1,453 | 675   | 368 | 410 | 0,46 | Гартлпул Юнайтед, Дербі Каунті, Брайтон, Лідс Юнайтед, Ноттінгем Форест             |       | [ 190 ]         |
| 2002 | Алекс Фергюсон      | 1986–2013 | 2,155 | 1,253 | 490 | 412 | 0,58 | Манчестер Юнайтед                                                                   | [ l ] | [ 191 ]         |
| 2002 | Боб Пейслі          | 1974–1983 | 535   | 308   | 131 | 96  | 0,58 | Ліверпуль                                                                           |       | [ 192 ]         |
| 2002 | Альф Ремзі          | 1955–1978 | 510   | 256   | 106 | 148 | 0,5  | Іпсвіч Таун, Англія, Бірмінгем Сіті                                                 |       | [ 193 ]         |
| 2002 | Білл Шенклі         | 1949–1974 | 1,190 | 586   | 305 | 299 | 0,49 | Карлайл Юнайтед, Грімсбі Таун, Воркінгтон, Гаддерсфілд Таун, Ліверпуль              |       | [ 194 ]         |
| 2003 | Герберт Чепмен      | 1907–1934 | 617   | 303   | 156 | 158 | 0,49 | Нортгемптон Таун, Лідс Юнайтед, Гаддерсфілд Таун, Арсенал                           |       | [ 195 ] [ 196 ] |
| 2003 | Стен Калліс         | 1948–1970 | 961   | 440   | 221 | 300 | 0,46 | Вулвергемптон Вондерерз, Бірмінгем Сіті                                             |       | [ 5 ] [ 197 ]   |
| 2003 | Білл Ніколсон       | 1958–1974 | 823   | 401   | 197 | 225 | 0,49 | Тоттенгем                                                                           |       | [ 198 ]         |
| 2003 | Боббі Робсон        | 1968–2004 | 1,095 | 488   | 276 | 331 | 0,45 | Фулгем, Іпсвіч Таун, Англія, Ньюкасл Юнайтед                                        |       | [ 5 ]           |
| 2004 | Даріо Граді         | 1977–2011 | 1,557 | 574   | 375 | 608 | 0,37 | Вімблдон, Крістал Пелес, Кру Александра                                             |       | [ 199 ]         |
| 2004 | Дон Реві            | 1961–1977 | 728   | 379   | 198 | 151 | 0,52 | Лідс Юнайтед, Англія                                                                |       | [ 200 ]         |
| 2005 | Говард Кендалл      | 1979–1998 | 764   | 345   | 210 | 209 | 0,45 | Блекберн Роверз, Евертон, Манчестер Сіті, Ноттс Каунті, Шеффілд Юнайтед             |       |                 |
| 2005 | Волтер Вінтерботтом | 1946–1962 | 139   | 78    | 33  | 28  | 0,56 | Англія                                                                              |       | [ 201 ]         |
| 2006 | Рон Грінвуд         | 1961–1982 | 713   | 269   | 186 | 258 | 0,38 | Вест Гем Юнайтед, Англія                                                            |       | [ 202 ]         |
| 2006 | Арсен Венгер        | 1996–2018 | 1,235 | 707   | 280 | 248 | 0,57 | Арсенал                                                                             |       |                 |
| 2007 | Террі Венейблз      | 1976–2003 | 678   | 279   | 195 | 204 | 0,41 | Крістал Пелес, Квінз Парк Рейнджерс, Тоттенгем, Англія, Мідлсбро, Лідс Юнайтед      |       | [ 203 ]         |
| 2008 | Берті Мі            | 1966–1976 | 540   | 241   | 148 | 151 | 0,45 | Арсенал                                                                             |       | [ 204 ] [ 205 ] |
| 2009 | Малкольм Еллісон    | 1964–1993 | 395   | 108   | 121 | 166 | 0,27 | Плімут Аргайл, Манчестер Сіті, Крістал Пелес, Йовіл Таун, Мідлсбро, Бристоль Роверз |       | [ 206 ]         |
| 2009 | Джо Мерсер          | 1955–1974 | 827   | 340   | 205 | 282 | 0,41 | Шеффілд Юнайтед, Астон Вілла, Манчестер Сіті, Ковентрі Сіті, Англія                 |       | [ 207 ]         |
| 2010 | Гаррі Кеттерік      | 1951–1977 | 1,146 | 514   | 281 | 351 | 0,45 | Кру Александра, Рочдейл, Шеффілд Венсдей, Евертон, Престон Норт-Енд                 |       | [ 118 ] [ 208 ] |

## Інші нагороди
У 2004 році Зепп Блаттер, тодішній президент ФІФА, був включений до Залу слави до річниці світової федерації. Він став першою особою поза межами Англії, яку вшанував музей.
У 2007 році була створена нагорода Football Foundation «Чемпіон громади», першим володарем якої став Ніелл Куїнн. Наступними переможцями стали Пітер Бердслі (2008), Роббі Ерл (2009) і Грем Тейлор (2010). З 2010 року премія не видається.
Також у 2007 році було створено премію «Футбол для всіх», першим її володарем став Стівен Дейлі, англійський футболіст північноірландського походження, чия професійна кар'єра закінчилася через втрату зору у 18 років, й який пізніше став капітаном збірної Англії серед людей з вадами зору. У 2008 році нагороду отримав Стів Джонсон, гравець збірної Англії з футболу для людей з ампутованими кінцівками та лідер благодійної організації «Евертона» «Everton in Community». У 2009 році нагороду отримав Ронні Вотсон, футболіст, який має проблеми з навчанням. Він тренувався з «Олдем Атлетік», готуючись до чемпіонату Європи 2008 року серед людей з обмеженими розумовими можливостями, де він був капітаном збірної Англії. У 2010 році премію отримав Джордж Фергюсон. Фергюсон є давнім членом футбольної команди «Евертона» для незрячих і секретарем Футбольної ліги людей із вадами зору. У 2013 році нагороду отримав Девід Кларк, капітан футбольної команди Великобританії для людей з вадами зору. З 2014 по 2017 рік були нагороджені члени збірної Англії з церебрального паралічу.
Вручення спеціальної нагороди відбувалося епізодично протягом багатьох років. У 2007 році «Шеффілд», найстаріший футбольний клуб у світі, відзначив своє 150-річчя. У 2008 році Мішель Платіні, тодішній президент УЄФА, став другою особою за межами англійської гри, яку Музей відзначив на одноразовій церемонії вручення Європейського залу слави. Через два роки Джиммі Гілл був удостоєний спеціальної нагороди за життєві досягнення. У 2013 році спеціальну відзнаку використовували тричі. По-перше, для Сівіл Сервіс, єдиного нині існуючого клубу з тих, хто був представлений при офіційному створенні Футбольної асоціації в 1863 році. По-друге, для Ебенізера Кобба Морлі, першого секретарея Футбольної асоціації, якого часто вважають її батьком-засновником. По-третє, Вільяму Мак-Грегору, засновнику Футбольної ліги. У 2014 році було вшановано «Футбольний Батальйон» — групу професійних футболістів і вболівальників, які брали участь у Битві на Соммі. У 2015 році Сунь Цзіхай, перший китаєць в історії англійської гри, був призначений «Послом англо-китайського футболу». Його несподіване прийняття в члени Залу слави було оголошено в рамках державного візиту до Сполученого Королівства президента Китаю Сі Цзіньпіна. Рішення викликало суперечки в соціальних мережах: тіньовий міністр спорту Клайв Еффорд припустив, що нагорода була куплена офісом прем'єр-міністра Девіда Кемерона. Представник музею пояснив, що Сунь був відзначений за його «роль посла у підвищенні профілю та популярності англійського футболу серед китайської аудиторії». У 2016 році було нагороджено «Кембридж Юніверсіті» за неофіційне визнання найстарішим клубом у світі; деякі документи в їхньому архіві свідчать про те, що рік заснування футбольного клубу — 1856, тобто його було засновано за рік до «Шеффілда»; також було нагороджено «Ноттс Каунті» (засн. 1862 року), який є найстарішим у світі клубом серед тих, хто зараз грає на професійному рівні.
Командні нагороди були запроваджені в 2008 році як частина одноразової церемонії вручення Залу слави Європи. «Манчестер Юнайтед» і «Ліверпуль», які вигравали Кубок європейських чемпіонів 1967—1968 і 1977–1978 років відповідно, були першими командами, що отримали командну нагороду. У 2009 році було відзначено команду малюків Басбі, Манчестер Юнайтед 1950-х років і команду володарів Кубка «Манчестер Сіті» кінця 1960-х і початку 1970-х років. У 2010 році була нагороджена збірна Англії зразка 1966 року, яка того року стала чемпіоном світу. У 2011 році було нагороджено Астон Віллу, яка виграла Кубок європейських чемпіонів 1981—1982, була представлена на спеціальній церемонії. У 2014 році було нагороджено «Нескорених», клуб «Престон Норт-Енд». У 2016 році до нагороди було представлено команду «Ноттінгем Форест», яка двічі поспіль виграла Кубок європейських чемпіонів у сезонах 1978–1979 та 1979–1980.
У 2013 році було створено категорію «рефері», єдиним її членом наразі є Джек Тейлор, а в 2017 році також було створено категорію «журналіст», першим членом якої став Г'ю Макілвані.